# دپارتمان چیناندگا
دپارتمان چیناندگا (به اسپانیایی: Chinandega Department) (تلفظ اسپانیایی: [tʃinanˈdeɣa]) یک دپارتمان در نیکاراگوئه است که در نزدیکی مرز این کشور با هندوراس قرار دارد و مرکز آن شهر چیناندگا است. دپارتمان چیناندگا ۴٬۸۲۲ کیلومتر مربع مساحت و ۴۳۹٬۹۰۶ نفر جمعیت دارد.
این دپارتمان از نظر کشاورزی غنی است و تولیدکنندهٔ رام از نیشکر است؛ موز، بادام زمینی، میگو و نمک دیگر محصولات تولیدی این دپارتمان هستند.